# ナラタケ属
ナラタケ属（楢茸属、学名Armillaria）はハラタケ目キシメジ科のキノコの分類。近年のDNA塩基配列による分類では、ホウライタケ科（Marasmiaceae）に分類される。枯木や生木に発生する腐生菌、あるいは植物寄生菌で、傘は黄色から茶褐色。胞子紋は白色、クリーム色、黄色等。多くはつばを持つがつぼはない。世界的に広く食用にされているが、生で食べると中毒するものもある。総じて消化の悪いものが多く、食用種であっても食べ過ぎない方がよい。この属のキノコは程度の差があるが、枯死植物組織のみならず生きた植物組織をも侵して樹木を弱らせる。以前ナラタケとされていたものが、最近多くの種に分類されている。
また、ナラタケ自体も発生時期などで細分化すべきとの説もある

## 種類
- クロゲナラタケ（Armillaria cepistipes Velen.）
- ワタゲナラタケ（Armillaria gallica Marxm. et Romagn.）
- ナラタケ（Armillaria mellea (Vahl.:Fr.) Kummer subsp. nipponica Cha et Igarashi）
- ヤチナラタケ（Armillaria nabsnona Volk et Burdsall）
- オニナラタケ（Armillaria ostoyae Romagn.）
- キツブナラタケ（Armillaria sp.）未記載種
- ナラタケモドキ（Armillaria tabescens (Scop.) Sing.）